# Sent Aleissandre
Sent Aleissandre (en francès Saint-Alexandre) és un municipi francès situat al departament del Gard i a la regió d'Occitània.